# Анадырский район
Ана́дырский райо́н — административно-территориальное образование (район) и муниципальное образование (муниципальный район) в составе Чукотского автономного округа Российской Федерации.
Административный центр — город Анадырь (в состав района не входит).

## География
Расположен на юге ЧАО.
Площадь района — 287 900 км².
На юго-востоке района протекает река Рубикон, на северо-западе — река Быстрая.

## История
Раскопки нескольких древних стоянок, обнаруженных на территории Анадырского района, свидетельствуют о том, что первые люди в этих местах появились ещё в эпоху раннего неолита.
В 1649 году землепроходцы Семена Дежнева начали строительство Анадырского острога на месте зимовья, основанного вблизи нынешнего села Марково.
С открытием Камчатки и до обнаружения морского пути к ней Анадырский острог играл особую роль. Однако в 1766 году указ императрицы Екатерины II провозгласил о ликвидации Анадырского острога, что произошло в 1771 году. Спустя 100 лет было принято решение об организации Анадырского окружного управления с центром в селе Марково. Окружное управление охватывало примерно территорию современных Анадырского, Чукотского, Провиденского, Иультинского и частично Билибинского районов. Первым начальником округи стал Л. Ф. Гриневецкий.
В 1909 году была образована Камчатская губерния, в её состав был включён новообразованный Анадырский уезд. В 1930 году, в связи с образованием Чукотского национального округа, из состава Анадырского выделился Марковский район. Впоследствии Марковский район был снова объединён с Анадырским, а в южной его части создан новый, Беринговский район.
Центром уезда, а потом и района, сначала был Ново-Мариинск (Анадырь). В середине 1930-х годов его перенесли в село Усть-Белая, затем снова вернули в Анадырь. После войны центром района стал посёлок Комбинат (переименованный в 1960-х годах в Шахтёрский).
3 июня 1960 года к Анадырскому району был присоединён Марковский район.
В 1974 году центр района снова переместился в Анадырь. В 1992 году центром района стал посёлок городского типа Угольные Копи.
30 мая 2008 года Законом Чукотского автономного округа № 41-ОЗ Анадырский и Беринговский районы были объединены в Центральный район с центром в посёлке Угольные Копи.
18 ноября 2008 года Законом Чукотского автономного округа № 145-ОЗ Центральный район был переименован в Анадырский район.
В соответствии с Законом Чукотского автономного округа от 24 ноября 2008 года № 148-ОЗ «О статусе, границах и административных центрах муниципальных образований на территории Анадырского муниципального района Чукотского автономного округа» административным центром муниципального образования Анадырский район был вновь определён город Анадырь.
Законом Чукотского автономного округа от 26 мая 2011 года № 44-ОЗ, Беринговский район, как административно-территориальное образование, был упразднён и его территория вошла в состав административно-территориального образования Анадырский район.

## Население
| 1939  | 1959  | 1970    | 1979    | 1989    | 2002  | 2006  |
| ----- | ----- | ------- | ------- | ------- | ----- | ----- |
| 5410  | ↗8190 | ↗22 155 | ↘20 831 | ↗40 475 | ↘8007 | ↘7010 |
| 2009  | 2010  | 2011    | 2012    | 2013    | 2014  | 2015  |
| ↘6765 | ↗9436 | ↘9356   | ↘9206   | ↘9083   | ↘8835 | ↘8788 |
| 2016  | 2017  | 2018    | 2019    | 2020    | 2021  | 2023  |
| ↘8571 | ↘8288 | ↘8079   | ↗8161   | ↗8389   | ↘8161 | ↗8605 |
| 2024  |       |         |         |         |       |       |
| ↗8790 |       |         |         |         |       |       |

### Урбанизация
Городское население (пгт Беринговский и Угольные Копи) составляет 56,89 % от всего населения района.

## Территориально-муниципальное устройство
В рамках организации местного самоуправления Анадырский муниципальный район включает 12 муниципальных образований, в том числе два городских и 10 сельских поселений; помимо этого выделяются межселенные территории (земли вне границ поселений):
| №         | Муниципальное образование | Административный центр | Количество населённых пунктов | Население (чел.) | Площадь (км²) |
| --------- | ------------------------- | ---------------------- | ----------------------------- | ---------------- | ------------- |
| 1e-06     | Городское поселение       |                        |                               |                  |               |
| 1         | Беринговский              | пгт Беринговский       | 1                             | ↗1162            | 5,81          |
| 2         | Угольные Копи             | пгт Угольные Копи      | 1                             | ↗3654            | 80,55         |
| 2.000002  | Сельское поселение        |                        |                               |                  |               |
| 3         | Алькатваам                | село Алькатваам        | 1                             | ↘166             | 1,08          |
| 4         | Ваеги                     | село Ваеги             | 1                             | ↘379             | 0,83          |
| 5         | Канчалан                  | село Канчалан          | 1                             | ↗593             | 1,83          |
| 6         | Ламутское                 | село Ламутское         | 1                             | →114             | 2,26          |
| 7         | Марково                   | село Марково           | 1                             | ↗791             | 6,21          |
| 8         | Мейныпильгыно             | село Мейныпильгыно     | 1                             | ↘335             | 1,34          |
| 9         | Снежное                   | село Снежное           | 1                             | ↗231             | 0,95          |
| 10        | Усть-Белая                | село Усть-Белая        | 1                             | ↘621             | 1,01          |
| 11        | Хатырка                   | село Хатырка           | 1                             | ↘341             | 1,16          |
| 12        | Чуванское                 | село Чуванское         | 1                             | ↗141             | 1,77          |
| 12.000003 | Межселенная территория    |                        |                               |                  |               |
| 12.000004 | межселенная территория    |                        | 3                             |                  |               |

## Населённые пункты
В Анадырском районе 13 населённых пунктов, в том числе два посёлка городского типа и 11 сельских населённых пунктов. Помимо этого выделяются также два посёлка городского типа без постоянного населения как населённые пункты, находящиеся в стадии ликвидации.
| №         | Населённый пункт | Тип                     | Население | Муниципальное образование         |
| --------- | ---------------- | ----------------------- | --------- | --------------------------------- |
| 1         | Беринговский     | пгт                     | ↗1215     | городское поселение Беринговский  |
| 2         | Угольные Копи    | пгт                     | ↗3786     | городское поселение Угольные Копи |
| 3         | Алькатваам       | село                    | ↘166      | сельское поселение Алькатваам     |
| 4         | Ваеги            | село                    | ↘379      | сельское поселение Ваеги          |
| 5         | Канчалан         | село                    | ↗593      | сельское поселение Канчалан       |
| 6         | Краснено         | село                    | →77       | межселенная территория            |
| 7         | Ламутское        | село                    | →114      | сельское поселение Ламутское      |
| 8         | Марково          | село                    | ↗791      | сельское поселение Марково        |
| 9         | Мейныпильгыно    | село                    | ↘335      | сельское поселение Мейныпильгыно  |
| 10        | Снежное          | село                    | ↗231      | сельское поселение Снежное        |
| 11        | Усть-Белая       | село                    | ↘621      | сельское поселение Усть-Белая     |
| 12        | Хатырка          | село                    | ↘341      | сельское поселение Хатырка        |
| 13        | Чуванское        | село                    | ↗141      | сельское поселение Чуванское      |
| 13.000001 | Отрожный         | пгт в стадии ликвидации | →0        | межселенная территория            |
| 13.000002 | Шахтёрский       | пгт в стадии ликвидации | →0        | межселенная территория            |

### Упразднённые населённые пункты
На территории района также располагаются заброшенные посёлки Берёзово, Тамватней и Зареченск.

## Экономика
В советское время было развита горнодобывающая промышленность, представленная приисками Отрожный, Тополиный, Золотогорье, Быстрый, на которых отрабатывали россыпные золотоносные участки. На этих месторождениях к 1996 г. было добыто более 45 тонн драгметалла.
Топливная промышленность района представлена угледобывающими предприятиями. В обрабатывающих производствах района основную долю занимает пищевая перерабатывающая промышленность.
В районе расположена одна из крупнейших в России ветряных электростанций — Анадырская ВЭС.
В 2011 году на его территории добыто 365 тысяч тонн угля, свыше 16,5 тонн золота, более 217,5 тонн серебра и 28,5 миллионов кубических метров газа.
На территории района осуществляют свою деятельность 6 сельхозпредприятий, где развито оленеводство. На 01.01.2012 г. общее поголовье оленей района составило 52 330 голов в том числе личное поголовье − 2 471 голова.

## Транспорт
Топливо, продовольствие, оборудование и всё необходимое для жизнедеятельности посёлков района поставляется из других регионов страны морским путём в период летней навигации через порт Анадырь.
Воздушными воротами района является международный аэропорт Угольный, откуда налажено регулярное сообщение со всеми населёнными пунктами Чукотки.

## Сейсмичность
По данным сейсмологического мониторинга на территории Анадырского района возможны 6-бальные землетрясения, а в его южной части — 8-балльные, однако за всю историю инструментальных наблюдений (с 1928 года) здесь не фиксировалось подземных толчков в эпицентре свыше 7 баллов.

## Охрана природы
На территории района с 1974 года действует региональный заказник «Усть-Танюрерский» общей площадью 415,5 тыс. га со сроком действия до 2017 года.

## Памятники природы
- Пекульнейский — ботанический памятник природы площадью 37 га, особенностью которого являются выходы основных и ультраосновных магматических пород, к которым приурочены многие кальцефильные виды. Флора памятника включает 396 видов и подвидов.
- Тнеквеемская роща — ботанический памятник природы, представляет собой оазис в пойме реки Канчалан, где произрастает 18-метровый многоярусный лиственный лес.
- Озеро Эльгыгытгын — геологический памятник природы, к которому относится непосредственно само озеро, метеоритного происхождения, а также археологические объекты — неолитические стоянки древнего человека.